# کریستین شریدر فریشت
کریستین شریدر-فرشت (به انگلیسی: Kristin Shrader-Frechette)، (زاده ۱۹۴۴) استاد گروه علوم زیستی و گروه فلسفه، در دانشگاه نوتردام است. او قبلاً در دانشگاه کالیفرنیا و دانشگاه فلوریدا کرسی‌های استادی داشته‌است. بیش‌تر کارهای تحقیقاتی شریدر-فریشت مشکلات اخلاقی در ارزیابی ریسک، بهداشت عمومی یا عدالت زیست‌محیطی را تجزیه و تحلیل می‌کند؛ به‌ویژه آن‌هایی که مربوط به خطرات رادیولوژیکی، زیست‌محیطی و انرژی است. شریدر-فرشت جایزه شهروندی جهانی را دریافت کرده‌است و کاتولیک دایجست او را یکی از ۱۲ قهرمان ایالات متحده و جهان معرفی کرده‌است.

## تحصیلات
کریستین شریدر-فریشت در دانشگاه زاویر فیزیک خواند و در سال ۱۹۶۷ فارغ‌التحصیل شد. او دکترای خود را در فلسفه از دانشگاه نوتردام در سال ۱۹۷۲ دریافت کرد. شریدر-فریشت همچنین کارهای پسادکتری مرتبط با زیست‌شناسی، اقتصاد و هیدروژئولوژی انجام داد.

## آثار
شریدر-فریشت بیش از ۳۸۰ مقاله و ۱۶ کتاب/تک‌نگاری منتشر کرده‌است، از جمله دفن عدم قطعیت: خطر و موردی در برابر دفع زمین‌شناسی زباله‌های هسته‌ای (۱۹۹۳)، روش در اکولوژی (۱۹۹۳)، اخلاق تحقیقات علمی (۱۹۹۴)، فناوری و ارزش‌های انسانی (۱۹۹۶)، عدالت زیست‌محیطی: ایجاد برابری، بازپس‌گیری دموکراسی (۲۰۰۲) ، اقدام، نجات جان: وظایف ما برای حفاظت از محیط زیست و سلامت عمومی (۲۰۰۷)، و چه خواهد شد. اثر: مبارزه با تغییرات آب و هوایی با انرژی‌های تجدیدپذیر، نه انرژی هسته‌ای (۲۰۱۱). کتاب‌ها و مقالات او به ۱۳ زبان ترجمه شده‌است. شریدر-فریشت در حال حاضر روی دو جلد جدید کار می‌کند: ریسک‌های ارزیابی ریسک و فلسفه علم و سیاست عمومی.

شریدر-فریشت در کتاب چه خواهد شد در سال ۲۰۱۱ می‌گوید که انرژی هسته‌ای یک فناوری اقتصادی یا عملی نیست:
این کتاب از داده‌های بازار، مطالعات علمی و تحلیل‌های اخلاقی استفاده می‌کند تا نشان دهد که چرا باید به دنبال انرژی سبز و حفاظت، و نه شکافت هسته‌ای، برای رسیدگی به تغییرات آب و هوایی جهانی باشیم. فصل ۶ از مطالعات علمی کلاسیک از هاروارد، پرینستون و وزارت انرژی ایالات متحده استفاده می‌کند تا نشان دهد که چگونه بهبود حفاظت و بهره‌وری انرژی - همراه با افزایش استفاده از انرژی باد و انرژی خورشیدی - می‌تواند تمام انرژی مورد نیاز را تأمین کند، درحالی‌که هزینه کمتری نسبت به سوخت‌های فسیلی یا شکافت هسته‌ای دارد.

## جوایز
در سال ۲۰۰۴ شریدر-فریشت جایزه جهانی فناوری را دریافت کرد. در سال ۲۰۰۷، کاتولیک دایجست او را یکی از ۱۲ قهرمان ایالات متحده و جهان نامید، زیرا به‌دلیل فعالیت عدالت زیست‌محیطی، او طرف‌دار جوامع اقلیت و فقیر است. در سال ۲۰۱۱، دانشگاه تافتس جایزه شهروندی جهانی ژان مایر را به او اعطا کرد.